# 剛果自由共和國
剛果自由共和國（法語：République Libre du Congo），正式國名是剛果共和國（法語：République du Congo），又稱剛果共和國（斯坦利維爾）（République du Congo-Stanleyville），簡稱剛果（斯坦利維爾）（Congo-Stanleyville）、剛果（斯），是剛果危機期間，於剛果東部短暫存在的政權，與刚果共和国（利奥波德维尔）對立，由安托万·基赞加領導。
1960年9月，剛果總理帕特里斯·卢蒙巴下台。在盧蒙巴的副手安托万·基赞加的領導下，左翼分子於斯坦利維爾（今基桑加尼）在12月成立剛果自由共和國政府，與利奥波德维尔政府對立。基赞加迅速凝聚軍事力量，在1961年2月，剛果自由共和國政權已經佔領了剛果東部大片領土。8月，剛果自由共和國政府與利奥波德维尔政府談判，基赞加同意下台，成為新總理西里尔·阿杜拉的副手，但基赞加仍與中央政府保持距離。翌年1月基赞加被捕，剛果自由共和國完全併入剛果共和國。

## 背景
1960年6月30日，比屬剛果獨立，成為刚果共和国。然而，隨著軍隊叛變，剛果局勢迅速惡化，剛果危機爆發。總理盧蒙巴努力安撫軍隊，但局勢繼續惡化，加丹加国和南開賽隨後脫離中央政府。聯合國組織了維和行動，向剛果派遣部隊。9月5日，總統約瑟夫·卡薩武布解除了盧蒙巴的職務，政府因隨後發生的政治鬥爭而陷入癱瘓。9月14日，約瑟夫-德西雷·蒙博托上校宣布接管利奧波德維爾（今金沙薩）並成立新政府。兩天后，盧蒙巴被軟禁。10月，盧蒙巴的支持者確信他們的目標幾乎無法依靠蒙博托政府實現。
盧蒙巴政府的副總理安托万·基赞加在11月13日前往斯坦利維爾（今基桑加尼）組建新政府。被蒙博托逮捕的維克托·倫杜拉將軍在利奧波德維爾越獄後抵達斯坦利維爾，效忠基贊加。基贊加在东方省的軍事實力迅速增強，兵力增至六千多人。11月26日，倫杜拉在斯坦利維爾組織了一場閱兵，幾乎所有部隊都有參與。軍隊的凝聚力主要來自士兵對倫杜拉的欽佩以及對盧蒙巴民族主義理想的吸引。
同月，聯合國大會投票承認由卡薩武布和蒙博托組成的剛果代表團，徹底終結了盧蒙巴重新掌權的希望。11月27日，盧蒙巴逃離軟禁，嘗試前往斯坦利維爾，五天後在途中被捕，在蒂斯維爾的軍營被監禁。盧蒙巴任命的駐聯合國代表托馬斯·坎扎改變立場，擔任基贊加的代表。

## 歷史

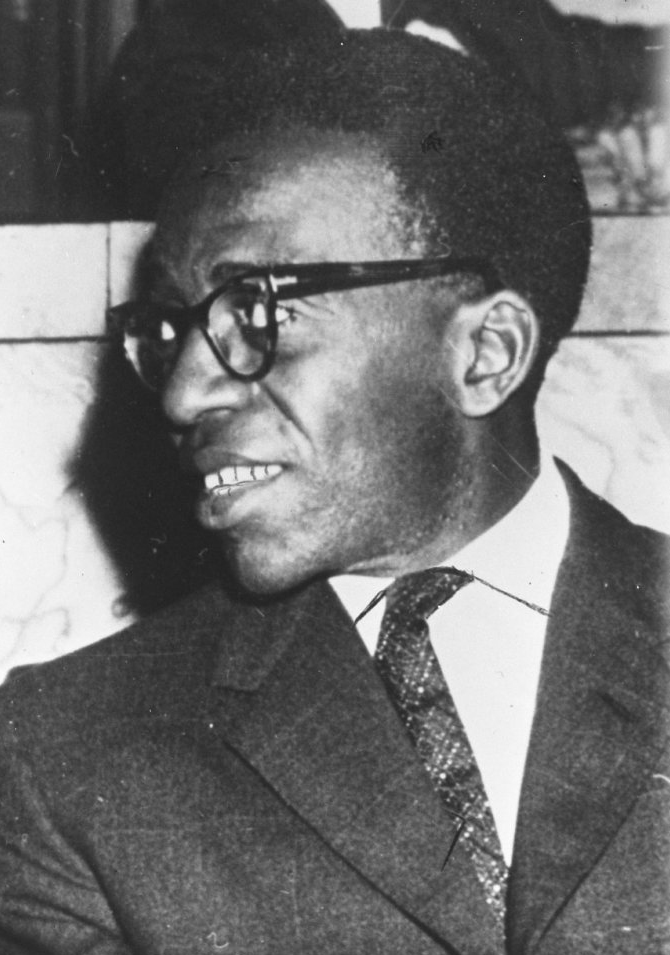
安托萬·基贊加

1960年12月12日，基贊加宣布剛果自由共和國成立，為剛果的合法政府，中央政府隨即封鎖剛果河。剛果自由共和國擁有軍隊，但從未建立過廣泛的行政結構，以流亡政府的方式運作。剛果自由共和國比蒙博托或沖伯政府更受歡迎。新政府大多數行政職能仍然由前省政府負責，這與基贊加的中央集權政府難以共存，而省議會的溫和派議員則逃往利奧波德維爾。
剛果自由共和國沒有徵稅，因此沒有任何收入作為軍費，就此赫魯曉夫授權向基贊加的支持者皮埃尔·穆里勒援助50萬美元作為軍費。蘇聯間諜認為穆里勒挪用了部分資金。捷克斯洛伐克政府曾提議通過埃及向基贊加政權空運武器，但被埃及總統納賽爾否決。
同時，倫杜拉建立了一支由主要來自東方省和開賽省的軍官組成的參謀部，包括是洛索少校、約瑟夫·奧佩佩少校和卡米耶·揚加拉上校。倫杜拉加大了招募力度，以提高軍事實力。
剛果自由共和國的實力在冬季繼續加強。12月24日，剛果自由共和國軍隊佔領布卡武，逮捕了當地軍隊指揮官。翌日，試圖干涉的基伍省省長讓·米魯霍也被逮捕，與布卡武軍隊指揮官和幾名省代表一起被送往斯坦利維爾。1961年1月1日黎明，剛果中央政府軍隊在比利時的建議下從盧安達進入布卡武並佔領了軍營，基贊加的軍隊隨後介入，俘虜了40名士兵，並將中央政府部隊驅逐回盧安達。邊境的戰鬥在下午繼續。第二天，阿尼塞特·卡沙穆拉接管基伍省政府。接下來的幾個月，基伍省南部局勢混亂，大量歐洲人逃離，又有200多名剛果人被殺，聯合國維和部隊未能制止暴力。

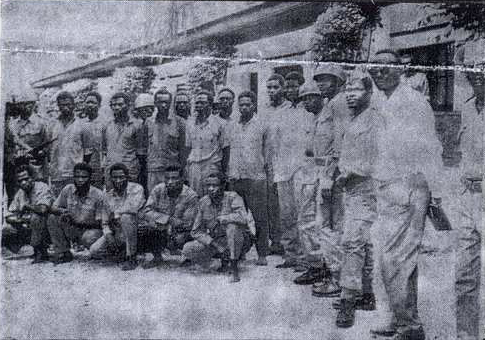
在斯坦利維爾被拘留的利奧波德維爾政府軍隊

1月10日，剛果自由共和國在沒有遭到抵抗下控制了加丹加國北部遠至馬諾諾的地區和桑库鲁省。當時，基贊加政權對北基伍省的控制得到鞏固，當政治犯全部被釋放。1月12日，戈馬和吉塞尼之間的邊界發生交火。2月24日，倫杜拉的部分部隊得到了盧盧阿堡駐軍的效忠，剛果自由共和國的控制面積達到巔峰。
同樣在2月，包括東方省省長讓-皮埃爾·菲南特在內的7名盧蒙巴支持者在巴克萬加附近的盧巴人酋長「傳統法庭」接受審判，並因「對盧巴民族犯下罪行」而被處決。作為回應，剛果自由共和國當局在斯坦利維爾槍殺了15名政治犯，包括俘虜盧蒙巴的軍官之一的吉爾伯特·龐戈和前通訊部長、與盧蒙巴決裂的阿方斯·松戈洛。剛果（利奧波德維爾）中央政府試圖讓他獲釋，但沒有成功。
1961年1月17日，蒂斯維爾局勢不穩，剛果共和國（利奧波德維爾）中央政府將盧蒙巴轉移到加丹加國首都伊麗莎白維爾，盧蒙巴在當地受到他的主要政治對手冲伯的殘酷折磨。當晚，他被加丹加行刑隊處決。2月，盧蒙巴去世的消息傳出後，約3至4千名士兵在斯坦利維爾聚集，報復當地的歐洲居民。倫杜拉與他們通宵談判，最終人群和平散去。2月15日，斯坦利維爾政府釋放了所有被拘留的外國人。盧蒙巴的去世讓加丹加國和剛果共和國（利奧波德維爾）政府飽受批評。為了緩和局勢，中央政府與基贊加政府展開了談判。3月，克利奧帕斯·卡米塔圖被派往斯坦利維爾進行會談。4月，對剛果自由共和國的封鎖被解除。

### 法律上的解散
剛果共和國（利奧波德維爾）和剛果自由共和國政府代表於6月13日在利奧波德維爾進行談判。談判在接下來的三天和19日繼續。談判結束後，雙方代表簽署了一項協議，約定在利奧波德維爾的魯汶大學舉行受聯合國監督的會議，討論剛果的未來。
7月，聯合國維和人員封鎖了魯汶大學，為議會再召開做準備。格本耶、卡沙穆拉和其他58名東方省和基伍省代表出席，但基贊加選擇留在斯坦利維爾。8月2日，新的聯合政府成立，阿杜拉擔任總理，基贊加擔任第一副總理。格本耶返回斯坦利維爾，說服基贊加前往利奧波德維爾宣誓就職。8月6日，基贊加承認阿杜拉政府的合法性，但沒有表明是否會前往利奧波德維爾。8月15日，阿杜拉飛抵斯坦利維爾，在盧蒙巴紀念碑獻上花圈，代表兩個政府關係的修復。

### 最終解散
1961年9月，基贊加返回斯坦利維爾集結武裝部隊，打算奪回加丹加北部。雖然行動失敗，但是基贊加拒絕返回利奧波德維爾。他沒有履行任何副總理的職務，而是建立了一支300人的民兵，並開始獨立於中央政府管理東方省。10月19日，他策劃罷免了東方省主席讓·曼齊卡拉，由他的支持者西蒙·洛薩拉取而代之。他在馬涅馬和桑庫魯任命了親基贊加的官員，又似乎控制了東方省和基伍省的軍隊。東方省憲兵隊否認中央政府的權威，完全效忠基贊加。11月，基贊加再次對利奧波德維爾政府構成重大政治和軍事威脅。議會中的民族主義者就是否跟從基贊加重建斯坦利維爾政權出現分岐。
然而，那時基贊加已經放棄了他對合法政府的主張，似乎在計劃一場叛亂。11月11日，倫杜拉因為東方省的軍事挫折和政治惡化，離開東方省前往利奧波德維爾。同一天，斯坦利維爾軍隊殺害了13名參與联合国刚果行动的意大利飛行員，被稱為「金杜大屠殺」，讓基贊加的聲譽進一步受損。13日，倫杜拉宣誓效忠阿杜拉政府。12月，中央政府與加丹加達成臨時停戰協議，集中精力消除基贊加的威脅。

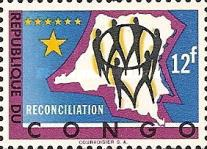
紀念剛果各大政治派別「和解」的郵票，於1963年發行

12月23日，下議院25名議員提出動議，要求中央政府將基贊加召回首都，解散他的憲兵隊，並任命一名特別專員接管東方省政府的控制權。1962年1月8日，下議院通過一項決議，要求基贊加在48小時內返回利奧波德維爾，解散其民兵，並任命一個特別委員會在東方省重建中央權力。兩天后，基贊加回應稱除非加丹加問題得到解決，否則他不會採取任何行動。阿杜拉命令倫杜拉將軍逮捕基贊加並解散他剩餘的政府。作為報復，基贊加命令省憲兵拘留倫杜拉和調查金杜事件的聯合國官員。憲兵軍官拒絕執行命令。1月12日，下議院提出了一項免去基贊加職務的動議。隔天，東方省省長表明支持中央政府，表示希望基贊加離開斯坦利維爾。隨後憲兵與政府軍發生衝突，造成多人死亡。倫杜拉在阿杜拉的支持下，請求聯合國協助消滅憲兵部隊。聯合國秘書長吳丹命令維和部隊恢復秩序，而倫杜拉的士兵則包圍了基贊加的住所。基贊加的民兵逐漸投降，而基贊加則被軟禁。1月14日至16日，一排維和部隊協助倫杜拉解除省憲兵的武裝。1月15日，議會正式免去基贊加的副總理職務。

## 後續
基贊加被捕加深了議會的分歧。因應他的要求，聯合國部隊負責守衛基贊加。1962年1月20日，應倫杜拉和省政府的要求，他被聯合國轉移到利奧波德維爾。兩天后，基贊加要求聯合國解除戒備，隨即被換成中央政府的“保護”。1月25日，他被關押在科科洛營。應基贊加的要求，吳丹要求阿杜拉尊重基贊加的合法權利。2月，阿杜拉保證基贊加不會被處決。下議院的委員會認定基贊加犯有煽動叛亂、虐待囚犯以及勾結外國發動叛亂的罪名，他最終被監禁在剛果河口的島上，直到2年後獲釋。

## 外交
截至1961年2月20日，剛果自由共和國被蘇聯、中華人民共和國、蒙古、波蘭、東德、南斯拉夫、阿爾巴尼亞、保加利亞、匈牙利、古巴、伊拉克、阿拉伯聯合共和國、加納、幾內亞、阿爾及利亞臨時政府和摩洛哥承認為該國的合法政府。基贊加曾要求西方國家將大使館遷至斯坦利維爾，否則領事可能會被驅逐。
6月，剛果自由共和國被多次提議加入不結盟運動，但這些提議均遭到其他成員國的阻撓。7月，蘇聯和中華人民共和國先後在斯坦利維爾設立外交使團。
隨著基贊加在1961年8月重回中央政府，蘇聯立刻將外交使團遷回利奧波德維爾，並鼓勵阿杜拉繼承盧蒙巴的遺產並結束加丹加的分裂。中華人民共和國則召回了外交使團，表示基贊加政府已停止存在。在得知基贊加政府併入中央政府的計劃後，阿拉伯聯合共和國宣布將於1962年1月將其大使館遷回利奧波德維爾。

## 註腳
1. ↑  Young 1965，第325–329頁
2. 1 2  Young 1965，第330頁
3. ↑  Kisangani & Bobb 2009，第202頁
4. ↑  Kisangani & Bobb 2009，第325頁
5. 1 2  Villafana 2011，第53頁
6. ↑  James 1996，第113頁
7. 1 2 3  Othen 2015，Chapter 9: The Rhodesian Connection
8. 1 2 3  Willame 1972，第71頁
9. ↑  de Witte 2002，第52頁.
10. ↑  de Witte 2002，第93頁.
11. ↑  . 哈佛克里姆森報. 1961-2-16  [2023-07-08]. （原始内容存档于2016-12-24）.
12. ↑  James 1996，第xix頁
13. 1 2  Young 1965，第332頁
14. ↑  Gondola 2002，第127頁
15. ↑  Hoskyns 1965，第292頁.
16. ↑  Young 1965，第335頁
17. ↑  Young 1965，第368頁.
18. 1 2 3 4 5  Young 1965，第331頁
19. 1 2  Nelson 1992，第104頁
20. ↑  Nelson 1992，第105頁
21. ↑  Kalb 1982，第161頁
22. ↑  Gondola 2002，第126–127頁.
23. ↑  de Witte 2002，第120頁.
24. ↑  de Witte 2002，第152頁.
25. 1 2  LaFontaine 1986，第16頁
26. ↑  Africa 1980，第421頁
27. ↑  Cordier & Foote 2013，第501頁
28. ↑  Hoskyns 1965，第374頁.
29. ↑  Hoskyns 1965，第375–377頁.
30. 1 2  Mockaitis 1999，第34頁
31. 1 2 3 4  Luard 2016，第290頁
32. ↑  Hoskyns 1965，第439頁.
33. 1 2 3  Young 1965，第339頁
34. 1 2 3  Burns 1963，第155頁
35. ↑  Hoskyns 1965，第460頁.
36. 1 2  Hoskyns 1965，第440頁.
37. ↑  Willame 1972，第72頁
38. 1 2  Hoskyns 1965，第458頁.
39. 1 2  O'Ballance 1999，第64頁
40. ↑  Burns 1963，第156, 158頁
41. 1 2 3  Burns 1963，第159頁
42. ↑  Hoskyns 1965，第461頁.
43. 1 2  O'Ballance 1999，第65頁
44. ↑  Akyeampong & Gates 2012，第468頁
45. ↑  de Witte 2002，第154頁.
46. ↑  Fedorowich & Thomas 2013，第159頁
47. ↑  Oron 1961，第60頁
48. 1 2  Brzezinski 1963，第181頁
49. ↑  Oron 1961，第641頁